# Selección de fútbol sub-23 de Bolivia
La selección de fútbol sub-23 de Bolivia es el equipo formado por jugadores de nacionalidad boliviana de hasta 23 años de edad que representa a la Federación Boliviana de Fútbol (FBF).

## Participaciones
La selección boliviana sub-23 nunca pudo clasificar a los Juegos Olímpicos, su mejor participación fue el año 1987 en el  Torneo Preolímpico realizado en Bolivia, en donde quedó en tercer lugar y solamente la Argentina leganó en los goles a favor.
Para el Torneo Preolímpico Venezuela 2024 la selección fue dirigida por el brasileño Antonio Carlos Zago.

### Torneo Preolímpico de Fútbol
| Año            | Ronda          | Posición     | PJ           | G            | E            | P            | GF           | GC           |
| -------------- | -------------- | ------------ | ------------ | ------------ | ------------ | ------------ | ------------ | ------------ |
| Perú 1960      | No participó   | No participó | No participó | No participó | No participó | No participó | No participó | No participó |
| Perú 1964      | No participó   | No participó | No participó | No participó | No participó | No participó | No participó | No participó |
| Colombia 1968  | No participó   | No participó | No participó | No participó | No participó | No participó | No participó | No participó |
| Colombia 1972  | Fase de grupos | 6.º          | 4            | 1            | 2            | 1            | 5            | 5            |
| Brasil 1976    | No participó   | No participó | No participó | No participó | No participó | No participó | No participó | No participó |
| Colombia 1980  | Fase de grupos | 7.º          | 6            | 1            | 1            | 4            | 3            | 16           |
| Ecuador 1984   | No participó   | No participó | No participó | No participó | No participó | No participó | No participó | No participó |
| Bolivia 1988   | Tercer lugar   | 3.º          | 7            | 4            | 1            | 2            | 8            | 6            |
| Paraguay 1992  | Fase de grupos | 10.º         | 3            | 0            | 0            | 3            | 1            | 9            |
| Argentina 1996 | Fase de grupos | 6.º          | 4            | 1            | 0            | 3            | 6            | 9            |
| Brasil 2000    | Fase de grupos | 10.º         | 4            | 0            | 0            | 4            | 4            | 12           |
| Chile 2004     | Fase de grupos | 10.º         | 4            | 0            | 0            | 4            | 5            | 10           |
| Colombia 2020  | Fase de grupos | 6.°          | 4            | 2            | 0            | 2            | 8            | 10           |
| Venezuela 2024 | Fase de grupos | 8.°          | 4            | 1            | 1            | 2            | 5            | 6            |
| Total          |                |              | 40           | 10           | 5            | 25           | 45           | 83           |

## Jugadores

### Última convocatoria
Actualizado el 20 de enero de 2024
| N.º | Nombre              | Posición       | Edad    | Partidos | Goles | Club              |
| --- | ------------------- | -------------- | ------- | -------- | ----- | ----------------- |
| 1   | Bruno Poveda        | Guardameta     | 21 años | 0        | 0     | Jorge Wilstermann |
| 12  | Mauricio Adorno     | Guardameta     | 23 años | 0        | 0     | Nacional Potosí   |
| 23  | Daniel Sandy        | Guardameta     | 23 años | 0        | 0     | Jorge Wilstermann |
| 2   | Jairo Quinteros     | Defensa        | 24 años | 0        | 0     | Bolívar           |
| 3   | Diego Medina        | Defensa        | 23 años | 0        | 0     | Always Ready      |
| 4   | Denilson Durán      | Defensa        | 21 años | 0        | 0     | Blooming          |
| 5   | César Romero        | Defensa        | 23 años | 0        | 0     | Blooming          |
| 6   | Eduardo Álvarez     | Defensa        | 21 años | 0        | 0     | Royal Pari        |
| 13  | Pablo Vaca          | Defensa        | 22 años | 0        | 0     | Always Ready      |
| 14  | Yomar Rocha         | Defensa        | 21 años | 0        | 0     | Bolívar           |
| 20  | Leonardo Justiniano | Defensa        | 23 años | 0        | 0     | Real Tomayapo     |
| 22  | Daniel Lino         | Defensa        | 23 años | 0        | 0     | The Strongest     |
| 8   | Carlos Sejas        | Centrocampista | 24 años | 0        | 0     | Aurora            |
| 10  | Lucas Chávez        | Centrocampista | 21 años | 0        | 0     | Bolívar           |
| 11  | Javier Uzeda        | Centrocampista | 22 años | 0        | 0     | Bolívar           |
| 15  | Gabriel Villamíl    | Centrocampista | 23 años | 0        | 0     | Liga de Quito     |
| 16  | Marco Salazar       | Centrocampista | 20 años | 0        | 0     | Always Ready      |
| 17  | Jhon Velásquez      | Centrocampista | 21 años | 0        | 0     | Jorge Wilstermann |
| 7   | Miguel Villarroel   | Delantero      | 22 años | 0        | 0     | Bolívar           |
| 9   | José Briceño        | Delantero      | 23 años | 0        | 0     | Agente libre      |
| 18  | Fernando Nava       | Delantero      | 20 años | 0        | 0     | Agente libre      |
| 19  | Jeyson Chura        | Delantero      | 23 años | 0        | 0     | The Strongest     |
| 21  | Daniel Ribera       | Delantero      | 20 años | 0        | 0     | Talleres          |
| DT  | Carlos Zago         | Entrenador     |         |          |       |                   |

## Entrenadores
| # | Nombre               | Período | Período | Período |
| # | Nombre               | Desde   | Hasta   |         |
| - | -------------------- | ------- | ------- | ------- |
| 1 | Róger Wills          | 1980    | 1980    |         |
| 2 | Nito Veiga           | 1988    | 1988    |         |
| 3 | Carlos Aragonés      | 1996    | 1996    |         |
| 4 | Héctor Veira         | 2000    | 2000    |         |
| 5 | Nelson Acosta        | 2003    | 2004    |         |
| 6 | César Farías         | 2020    | 2020    |         |
| 7 | Pablo Daniel Escobar | 2021    | Act.    |         |
| 8 | Antônio Carlos Zago  | 2023    | Act.    |         |